# Hollogne-aux-Pierres

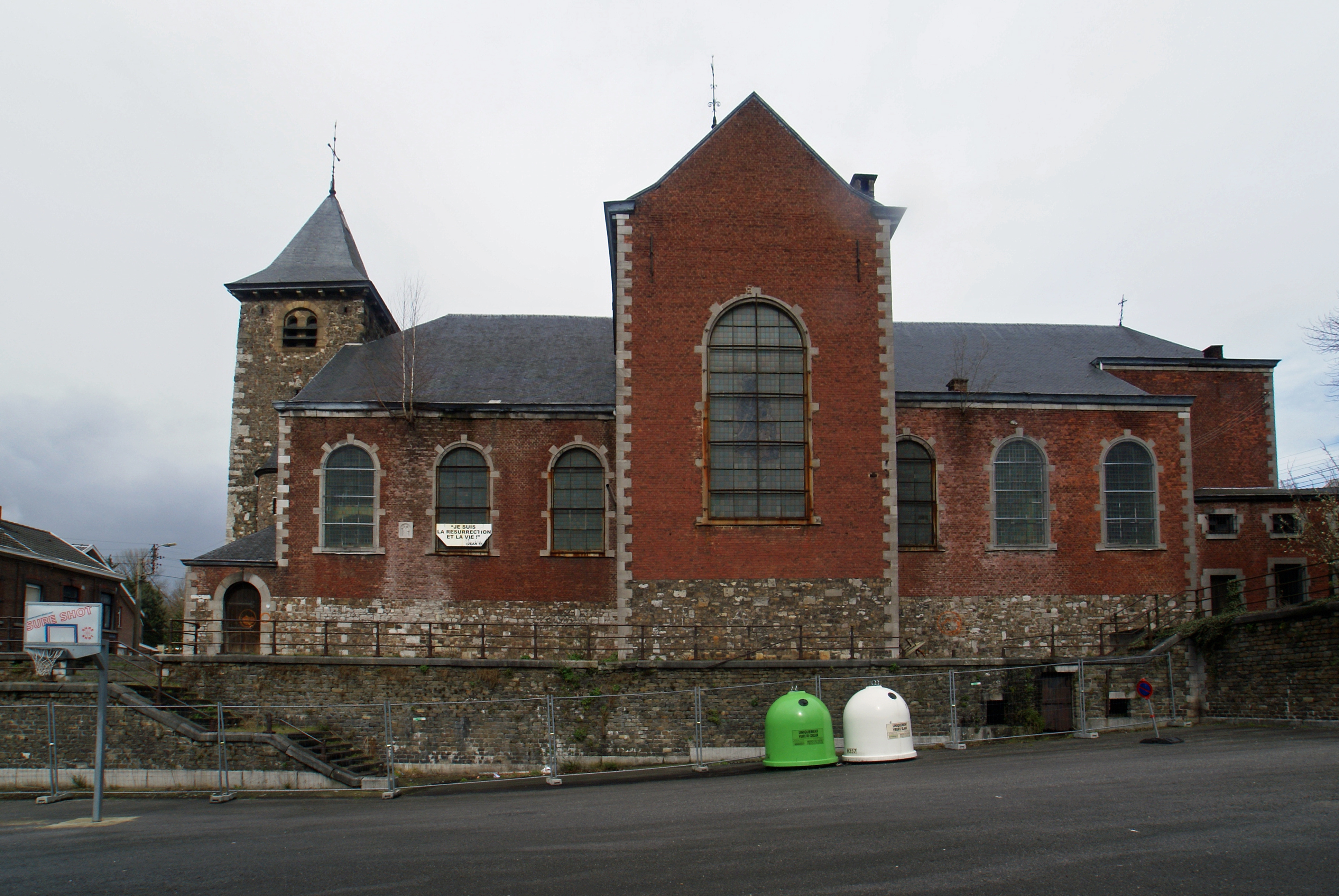
Voormalige Sint-Pieterskerk

Hollogne-aux-Pierres is een plaats en deelgemeente van de Belgische gemeente Grâce-Hollogne. Hollogne-aux-Pierres ligt in de provincie Luik en was tot 1 januari 1971 een zelfstandige gemeente. Bij wet van 10 juli 1970 fuseerden Grâce-Berleur en Hollogne-aux-Pierres.

## Demografische ontwikkeling
- Bronnen:NIS, Opm:1831 tot en met 1961=volkstellingen

## Bezienswaardigheden
- Kasteel van Hollogne
- Toren van Sint-Pieterskerk
- Fort Hollogne ten noordwesten van Hollogne-aux-Pierres, onderdeel van de fortengordel rond Luik.

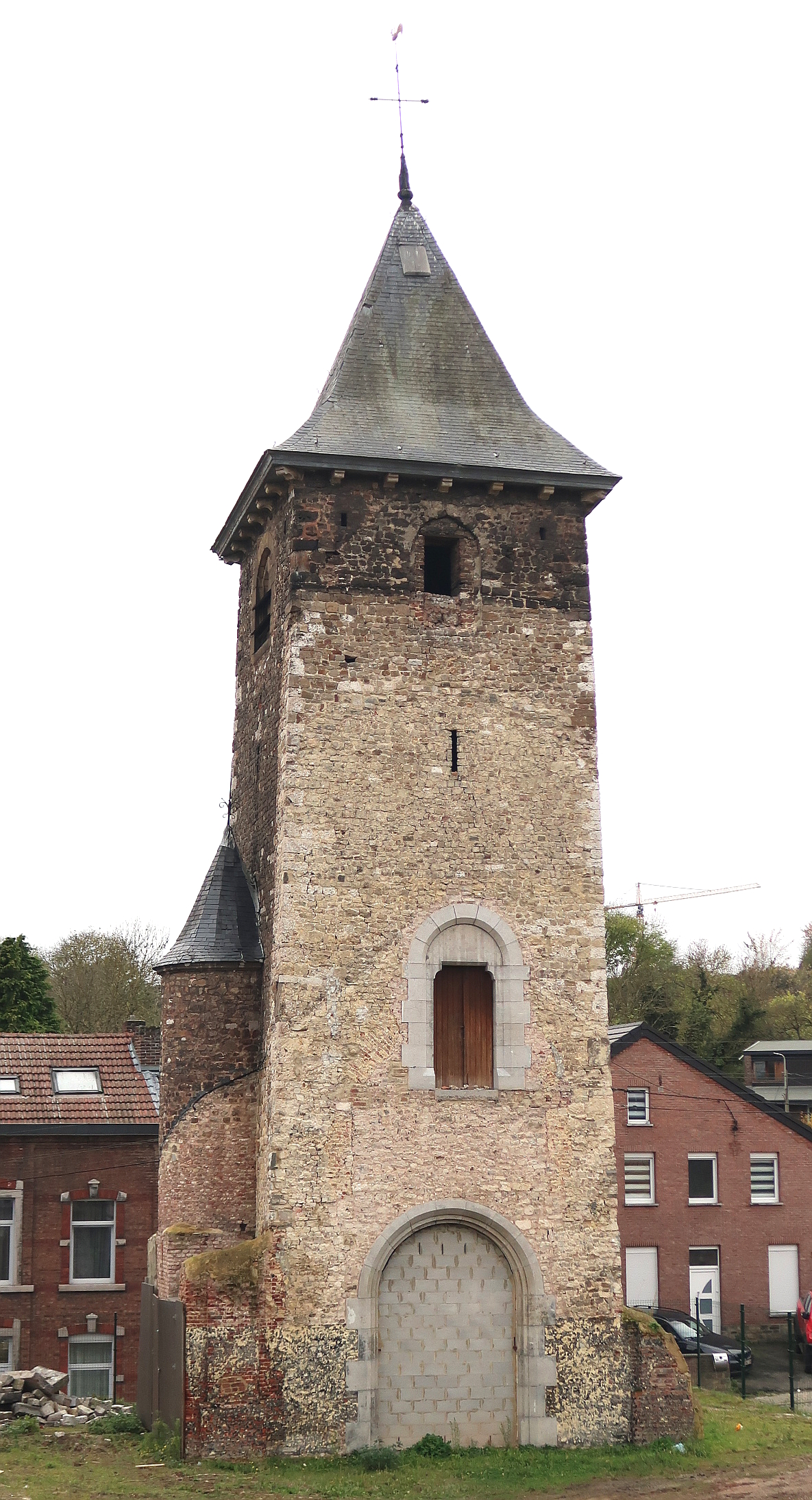
Bewaarde kerktoren van na een aardbeving gesloopte kerk
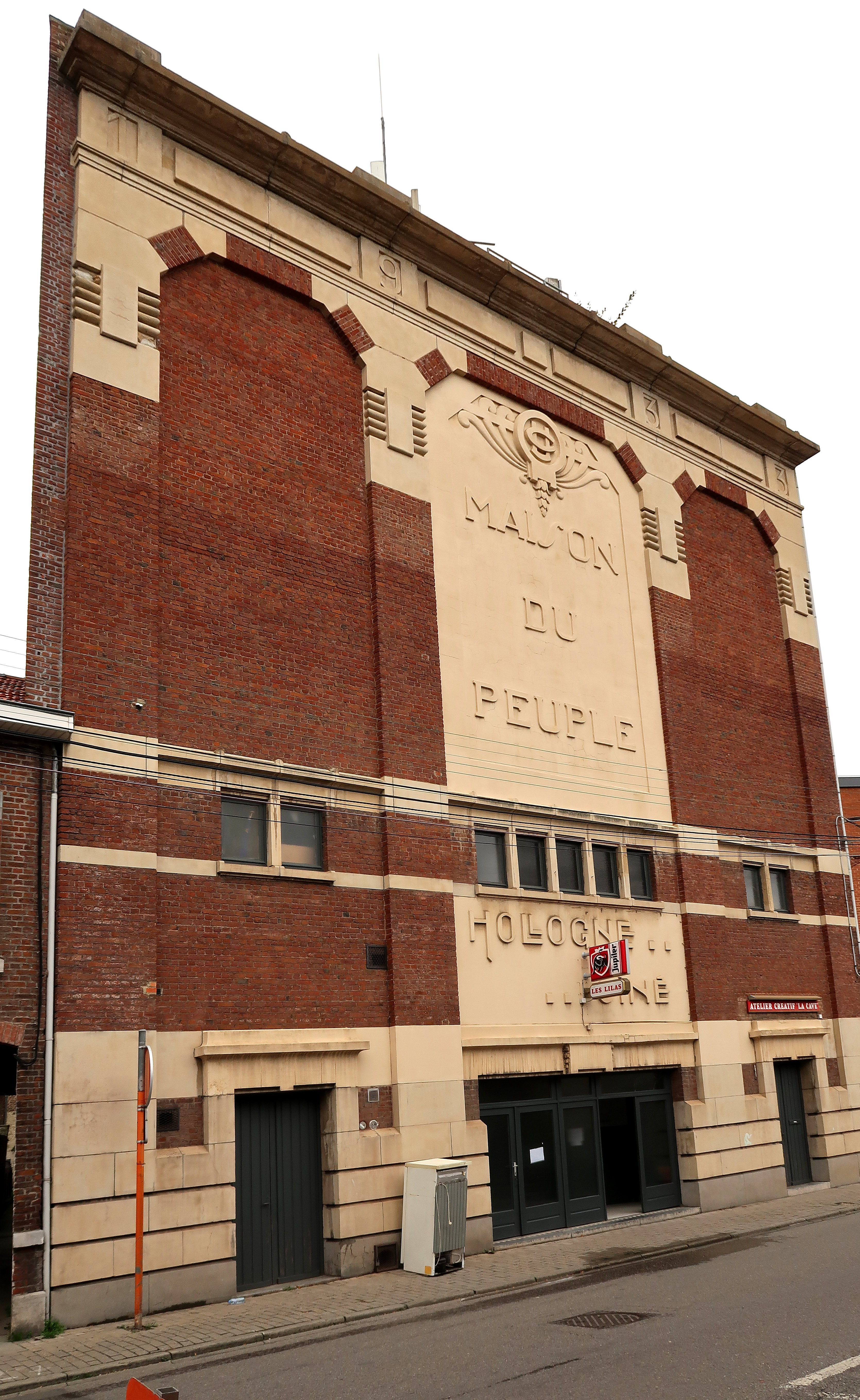
Het Volkshuis van Hollogne
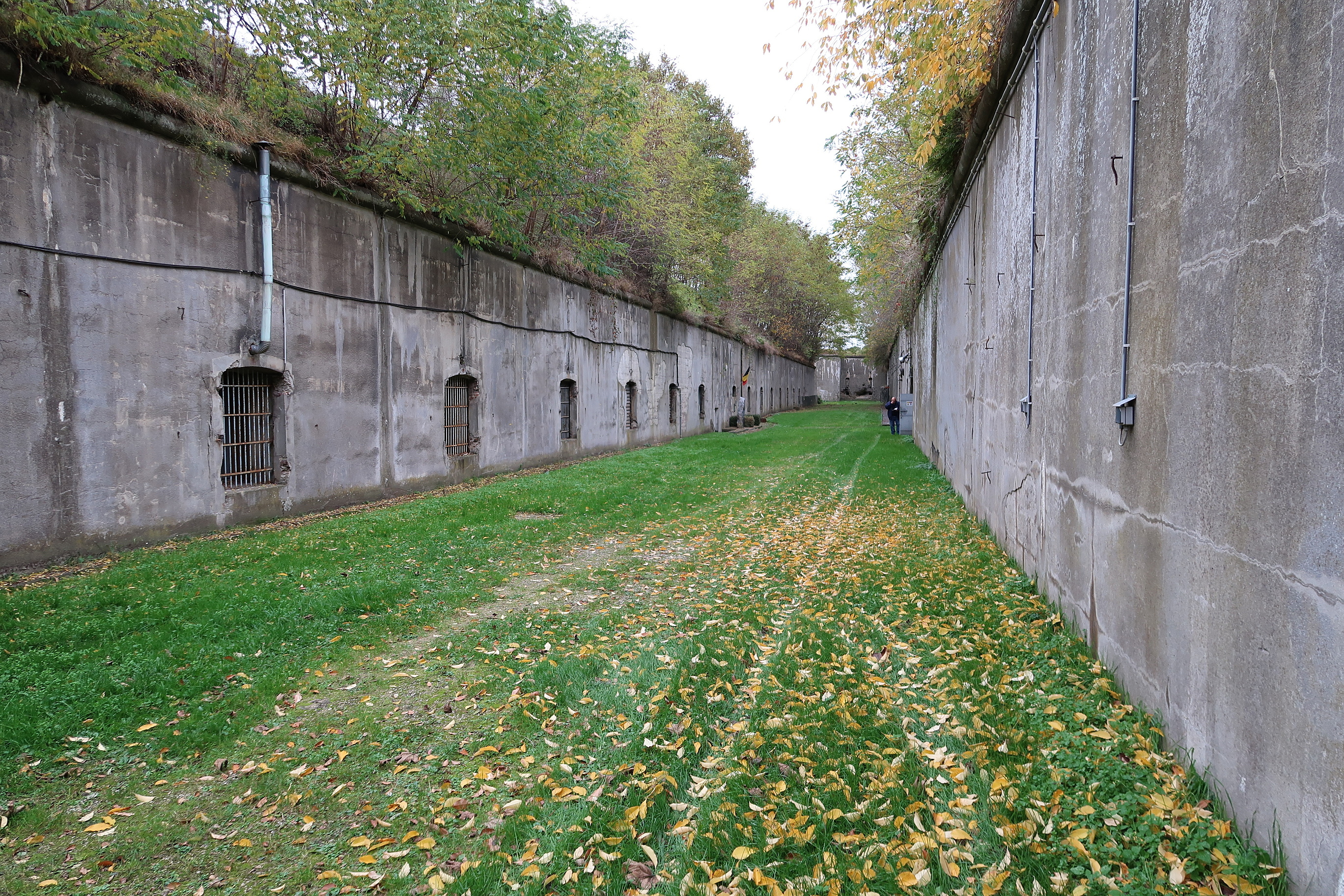
Fort van Hollogne
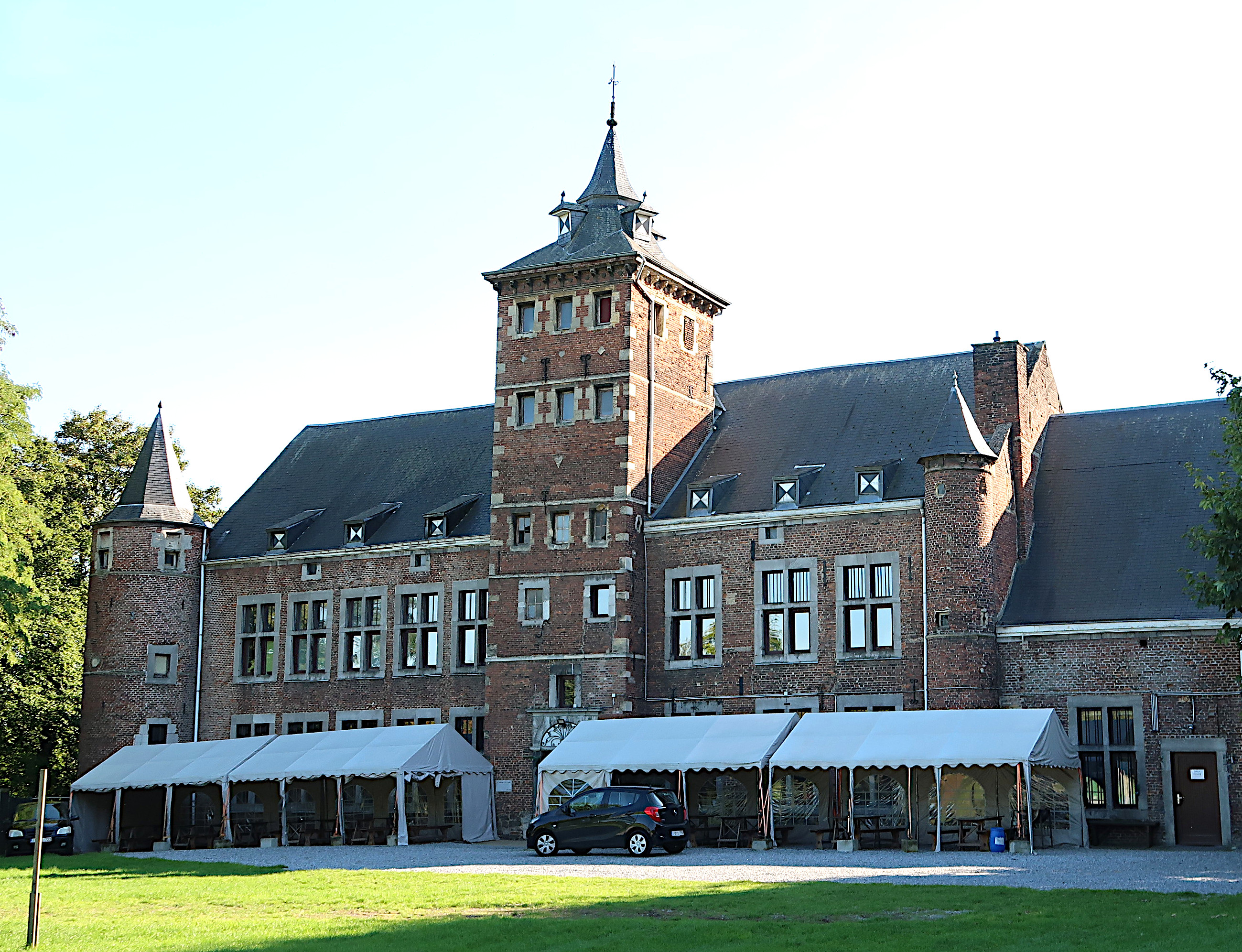
Kasteel van Hollogne

## Natuur en landschap
Hollogne-aux-Pierres ligt op het Haspengouws Plateau op een hoogte van ongeveer 150 meter, en behoort tot de Luikse agglomeratie. Vroeger was hier steenkoolmijnbouw, waarbij de Société anonyme des Charbonnages de Gosson-Kessales actief was. In de jaren '60 van de 20e eeuw kwam daar een einde aan, maar het landelijk gebied wordt doorsneden door dichtbebouwde wegen. Hollogne-aux-Pierres ligt ten noordwesten en noordoosten ingeklemd tussen twee autosnelwegen: de A15(Autoroute de Wallonie) en de A604. Aan de overzijde van de A15 bevindt zich de Luchthaven Luik.

## Nabijgelegen kernen
Mons-lez-Liège, Bierset, Grâce-Berleur, Montegnée, Jemeppe-sur-Meuse